# Bornholms stemme
 For alternative betydninger, se Bornholms Stemme. (Se også artikler, som begynder med Bornholms Stemme)
Bornholms stemme er en dansk film fra 1999, instrueret af Lotte Svendsen, der også har skrevet manuskript med Elith Nykjær Jørgensen.

## Medvirkende
- Henrik Lykkegaard – Lars Erik, fisker
- Sofie Stougaard – Sonja, Lars Eriks kone
- Michelle Bjørn-Andersen – Karen, Sonjas søster
- Isidor Torkar – Fransisco, fisker, Karens mand
- Nichita Frederiksen – Belinda, Karens datter
- Elias Manniche Møller – Karens søn
- Benjamin Hansen – Karens søn
- Preben Harris – Ernst, fisker, Sonjas far
- Jesper Asholt – Finn Ole, Ernsts søn
- Grete Nordrå – Sonjas mormor
- Carl Press – Poul, havbiolog
- Thomas Bo Larsen – Ib, keramiker
- Peter Aalbæk Jensen – Dumpo, skipper
- Søren Hauch-Fausbøll – Flemse, skipper
- Anna Norberg – Else, Flemses kone
- Martin Buch – Flade, fisker
- Peter Steen – Jannick, betjent
- Peter Skram – Ældre betjent
- Willy Lund Hansen – Benny
- Kjeld Nørgaard – Gustav, bankassistent
- Jette Frovin Jensen – Bankdame
- Torben Hansen – Fisker i bank
- Pernille Grumme – Dame fra adoptionskontor
- Eske Thorlund – Lille Oluf, fisker
- Stig Kofod –  Store Oluf, fisker
- Annemette Henriksen – Kassedame
- Niels Ole Blem – Brugsuddeler
- Erling Haagensen – Elektriker
- Barbara Jacobsen – Bente
- Allan Larsen II – Heino, fisker
- Hans Kristian Nørregaard – Skolelærer
- Stine Blem Bidstrup – Radio Conny
- Archie Mundeling – Radio Benny
- Thomas Danielsen – Radio Tommy
- Troels II Munk – Skibsmægler
- Per Letholm Nielsen – Konferencier
- Christer Sjögren
- Terese Damsholt – Hjemmesygeplejerske
- Helle Dolleris – Bibi, Ibs kæreste
- Kim Tørnstrøm – Havnemand
- Hanne Tvestmann – Servitrice
- Ludvig Krabbe – Adoptionsbarn
- Lone Madsen – Barservitrice
- Christopher Barnekow – Nøgenbader
- Ebbe Munch Larsen – Diskoteksgæst
- Helle Øllegaard – Diskotekservitrice
- Ulla Gottlieb – Evelyn